# Triệu Cương
Triệu Cương (tiếng Trung giản thể: 赵刚, bính âm Hán ngữ: Zhào Gāng, sinh tháng 6 năm 1968, người Hán) là doanh nhân, chính trị gia nước Cộng hòa Nhân dân Trung Hoa. Ông là Ủy viên Ủy ban Trung ương Đảng Cộng sản Trung Quốc khóa XX, hiện là Phó Bí thư Tỉnh ủy, Bí thư Đảng tổ, Tỉnh trưởng Thiểm Tây. Ông từng là Phó Bí thư chuyên chức Tỉnh ủy Thiểm Tây, Bí thư Thị ủy Diên An; Phó Tỉnh trưởng Thiểm Tây.
Triệu Cương là đảng viên Đảng Cộng sản Trung Quốc, học vị Thạc sĩ Kỹ thuật, Thạc sĩ Điều hành cao cấp, chức danh Cao cấp công trình sư cấp Nghiên cứu viên. Ông có 25 năm công tác trong ngành công nghiệp vũ khí, phụ trách thương mại vũ khí với Trung Đông, hoạt động ở Norinco, CFHI trước khi bước vào chính trường Trung Quốc.

## Xuất thân và giáo dục
Triệu Cương sinh tháng 6 năm 1968 tại huyện Tân Dân, nay là thành phố cấp huyện Tân Dân thuộc thủ phủ Thẩm Dương, tỉnh Liêu Ninh, Cộng hòa Nhân dân Trung Hoa. Ông lớn lên và tốt nghiệp cao trung ở Tân Dân, vào tháng 9 năm 1986 thì thi cao khảo và đỗ Đại học Công nghệ Bắc Kinh (Bắc Lý Công), tới thủ đô nhập học hệ cơ học ứng dụng và tốt nghiệp Cử nhân chuyên ngành Máy móc tinh vi điện tử vào tháng 9 năm 1990. Ông cũng được kết nạp Đảng Cộng sản Trung Quốc khi còn là sinh viên vào tháng 6 năm 1987. Sau khi tốt nghiệp, ông tiếp tục thi cao học và đỗ chương trình nghiên cứu sinh toàn thời gian ở Bắc Lý Công, nhận bằng Thạc sĩ chuyên ngành Kỹ thuật dẫn nổ vào tháng 4 năm 1993. Sau đó, trong giai đoạn công tác, ông theo học chương trình quản trị kinh danh, quản lý nhân sự dành cho nhà quản lý cấp cao, nhận bằng Thạc sĩ Điều hành cấp cao (ENBA).

## Sự nghiệp

### Công nghiệp vũ khí
Tháng 4 năm 1993, sau khi nhận bằng Thạc sĩ Kỹ thuật ở Bắc Lý Công, Triệu Cương được phân về làm việc ở Công ty Công nghiệp Phương Bắc – hãng doanh nghiệp nhà nước đại diện cho ngành công nghiệp chất nổ, bom mìn của Trung Quốc ở nước ngoài. Suốt giai đoạn 1993–2004, ông lần lượt là chuyên viên kỹ thuật, được điều sang Trung Đông làm Phó Trưởng phòng Địa khu Trung Đông của công ty, chuyển chức làm Phó Giám đốc Bộ phận Địa khu Trung Đông thuộc Bộ Thương mại quốc tế thứ nhất của công ty khi công ty được cải tổ thành Tồng công ty Công nghiệp Phương Bắc vào tháng 7 năm 1999. Giai đoạn này ông cũng là Đại biểu Văn phòng đại diện của công ty ở Tehran, Iran, Chủ nhiệm Bộ phận Tài nguyên nhân lực, Trợ lý Chủ tịch kiêm Giám đốc Bộ phận Nghiên cứu và Phát triển (R&D), được phong chức danh khoa học cao nhất của Trung Quốc là Cao cấp công trình sư cấp Nghiên cứu viên. Tháng 4 năm 2004, Triệu Cương được bổ nhiệm làm Phó Chủ tịch Công ty Công nghiệp Phương Bắc, rồi Chủ tịch từ cuối năm 2007. Tháng 9 năm 2010, công ty được hợp nhất cúng các doanh nghiệp khác để thành lập Tập đoàn Công nghiệp vũ khí Trung Quốc (Norinco), ông nhậm chức Trợ lý Tổng giám đốc, tiếp tục kiêm nhiệm Phó Bí thư Đảng ủy, Chủ tịch Công ty Công nghiệp Phương Bắc, rồi tập trung là Thành viên Đảng tổ, Phó Tổng giám đốc Norinco từ tháng 9 năm 2013. Tháng 9 năm 2017, ông được điều sang Tập đoàn Nhất Trọng Trung Quốc (CFHI) – hãng doanh nghiệp nhà nước chuyên sản xuất thiết bị, máy móc hạng nặng, nhậm chức Phó Bí thư Đảng ủy, Tổng giám đốc, Đồng sự CFHI.

### Chính trường
Tháng 10 năm 2018, sau 25 năm công tác trong ngành doanh nghiệp nhà nước chuyên chế tạo vũ khí, Triệu Cương được điều tới Thiểm Tây, bổ nhiệm làm Phó Tỉnh trưởng Chính phủ Nhân dân tỉnh Thiểm Tây. Đến đầu năm 2021, ông được bầu vào Ủy ban Thường vụ Tỉnh ủy, được phân về địa cấp thị "thánh địa cách mạng" Diên An, nhậm chức Bí thư Thị ủy Diên An. Ngày 30 tháng 5 năm 2022, trong kỳ họp toàn thể của Tỉnh ủy Thiểm Tây, ông được bầu làm Phó Bí thư chuyên chức Tỉnh ủy, đồng thời là đại biểu của Thiểm Tây dự Đại hội Đảng Cộng sản Trung Quốc lần thứ XX. Trong quá trình bầu cử tại đại hội, ông được bầu là Ủy viên Ủy ban Trung ương Đảng Cộng sản Trung Quốc khóa XX. Ngày 28 tháng 11, ông được phân công làm Bí thư Đảng tổ Chính phủ Thiểm Tây, được giới thiệu để trở thành Tỉnh trưởng Thiểm Tây, và là quyền Tỉnh trưởng từ ngày 1 tháng 12.